# 11266 Macke
11266 Macke este o planetă minoră (asteroid), cu un diametru de 7,08 km, din Outer Main Belt⁠(d). A fost descoperită pe 2 martie 1981 la Observatorul Siding Spring de Schelte J. Bus. 
Obiectul prezintă o orbită caracterizată de o semiaxă mare de 3,2355964 UAi, o excentricitate de 0,24, o înclinație de 1,86313 ° în raport cu ecliptica.